# Земплінська Широка
Земплинська Широка[джерело?] або Земплінська Широка (словац. Zemplínska Široká) — село, громада в окрузі Михайлівці, Кошицький край, Словаччина. Розташоване за 6 км південніше Михайлівців на висоті 108 м над рівнем моря. Населення — 871 особа (96 % — словаки, 4 % — цигани).
Вперше згадується 1266 року.

## Інфраструктура
В селі є бібліотека та футбольне поле. Також є власний відділ реєстрації народжуваності.

## Населення
| Рік:            | 1994. | 2004.   | 2014.   | 2024.   |
| --------------- | ----- | ------- | ------- | ------- |
| Кількість осіб: | 816   | 871     | 951     | 1025    |
| Різниця:        |       | +6,74 % | +9,18 % | +7,78 % |

| Рік:            | 2023. | 2024.   |
| --------------- | ----- | ------- |
| Кількість осіб: | 1027  | 1025    |
| Різниця:        |       | -0,19 % |

## Пам'ятки
- Греко-католицька церква святих Петра і Павла 1802 року побудови, у стилі бароко-класицизму, квартал Крашок (частина села). Національна культурна пам'ятка з 1988 року.
- Православна церква Різдва Пресвятої Богородиці 1934 року будівництва, квартал Ребрин. Національна культурна пам'ятка з 1963 року.

## Географія
Протікають Чечеговський канал і канал Превлака (канал).